# Kismet (software)
Kismet is een gratis softwarepakket dat gebruikt wordt voor de beveiliging van draadloze wifi-netwerken. Het draait op besturingssystemen zoals Linux, BSD en Mac OS X. Op Windows kan het in beperkte mate gebruikt worden met behulp van cygwin. Het is vrijgegeven onder de GNU General Public License, een softwarelicentie die veel vrijheid geeft om de software aan te passen.
Kismet kan draadloze netwerken detecteren, gegevens ervan onderscheppen, en fungeren als Intrusion Detection System. Een kenmerkende eigenschap is dat het dit kan doen op passieve wijze, wat wil zeggen dat het enkel draadloos netwerkverkeer afluistert zonder actief verbinding te leggen met computers in het netwerk.
Indien de naam die een wifi-netwerk identificeert, de zogenaamde SSID, verborgen wordt, is Kismet in staat deze te ontdekken. Hiervoor worden gebruik gemaakt van beacons die door een op dat moment verbonden station worden uitgezonden.
Veel computers die ooit met een draadloos netwerk verbonden zijn geweest, zullen regelmatig verzoeken doen om opnieuw met dit draadloos netwerk te verbinden. Kismet kan deze verzoeken gebruiken om informatie in te winnen over draadloze netwerken, zelfs als deze zich op dat moment niet in de nabijheid bevinden. Een voorbeeld hiervan is een laptop die thuis zoekt naar het netwerk dat normaal gesproken op de werkplek gebruikt wordt.
Kismet kan GPS-informatie gebruiken om locaties te bepalen van draadloze netwerken en deze op een kaart te tonen. Hiervoor maakt het gebruik van een andere applicatie die deze GPS-informatie kan leveren: gpsd, een proces dat op de achtergrond draait. Deze mogelijkheid maakt Kismet populair bij wardriving, waarbij men rondrijdt met een auto en een computer uitgerust met wifi-apparatuur voor het in kaart brengen van draadloze netwerken die men onderweg tegenkomt.
Verder heeft Kismet een architectuur die plug-ins toestaat, waardoor ondersteuning voor andere protocollen dan de wifi-protocollen, zoals bluetooth, verzorgd kan worden.